# Rio Caracol (Rio Grande do Sul)
O rio Caracol é um rio brasileiro do estado do Rio Grande do Sul. É afluente da margem esquerda do rio Caí e forma a Cascata do Caracol.